# Machlydotherium
Il maclidoterio (gen. Machlydotherium) è un mammifero cingolato di incerta collocazione sistematica, forse appartenente ai pampateri. Visse tra l'Eocene medio e l'Oligocene inferiore (circa 38 - 30 milioni di anni fa) e i suoi resti fossili sono stati ritrovati in Sudamerica. 

## Descrizione
Questo animale è noto solo per placche dermiche isolate (osteodermi). Queste erano grosse e spesse, ed erano piuttosto simili a quelle dei successivi pampateri. Alcune di queste placche, appartenenti allo scudo fisso tipico di molti cingolati, mostrano un inizio di differenziazione delle figure secondarie e anche qualche grosso follicolo centrale. Le placche mobili si distinguevano da quelle dei pampateri per una superficie poco differenziata e rugosa. Al genere Machlydotherium è stato attribuito anche un dente bilobato simile a quelli dei pampateri, ma la cui superficie d'abrasione disegnava una cuspide nella zona anteriore. 

## Classificazione
Il genere Machlydotherium venne descritto per la prima volta da Florentino Ameghino nel 1902, e il nome stesso è un anagramma di Chlamydotherium (un altro genere di mammiferi cingolati). La specie tipo, Machlydotherium asperum, risale all'Eocene superiore, ma resti attribuiti a questo genere sono noti anche in terreni dell'Eocene medio e dell'Oligocene inferiore. Ameghino descrisse varie specie oltre alla specie tipo: M. ater, M. sparsum, M. intortum. Quest'ultima è stata in seguito attribuita a un altro genere di mammifero cingolato, Yuruatherium.
Machlydotherium, a causa della scarsità dei resti, della sua antichità e della peculiarità della forma delle placche, è difficilmente attribuibile ai vari gruppi di mammiferi cingolati. Sembra che le forme più vicine siano i pampateri, i cui rappresentanti più antichi risalgono però al Miocene medio (circa 13 milioni di anni fa). È anche possibile che Machlydotherium costituisca una forma a sé stante, estintasi senza lasciare discendenti nell'Oligocene. 